# Annapolis Royal
Pour les articles homonymes, voir Annapolis (homonymie).
Annapolis Royal est une ville canadienne située sur la côte ouest de la province de la Nouvelle-Écosse. Annapolis Royal est aussi appelée Port-Royal, à ne pas confondre avec le village de Port-Royal ou l'Habitation de Port-Royal.
Annapolis Royal est le chef-lieu du comté d'Annapolis. La ville comptait 444 habitants en 2001 et 481 en 2011.

## Géographie

### Situation
Annapolis Royal est situé à 196 kilomètres de route et à 155 kilomètres à vol d'oiseau à l'ouest de Halifax, dans le comté d'Annapolis. La ville a une superficie de 2,04 km2.
Annapolis Royal est située sur la rive gauche (sud) de la rivière Annapolis, au confluent de la rivière Allain, à l'extrémité ouest de la vallée d'Annapolis. La ville se trouve au pied de la Montagne du Sud, alors que la Montagne du Nord s'élève sur la rive opposée de la rivière Annapolis. À huit kilomètres au nord se trouve la baie de Fundy. Les marées de cette baie alimentent l'usine marémotrice.
Annapolis Royal est fréquemment appelée Port-Royal, en référence à la période historique entre sa fondation par les Français en 1605 et sa prise par les Britanniques en 1713. À ne pas confondre avec l'Habitation de Port-Royal, située à 8 kilomètres à l'ouest, de même que le village de Port-Royal, situé près de celui-ci, qui est en fait le site original de la ville.
Annapolis Royal est enclavée dans la municipalité du comté d'Annapolis. Les localités les plus proches sont Prée-Ronde (Round Hill) à l'est, Lequille au sud, Allains Creek à l'ouest et Grandville Ferry au nord. La réserve indienne Bear River 6B se trouve à quatre kilomètres au sud.
Une bonne partie de la ville fait partie de l'arrondissement historique d'Annapolis Royal, qui a été désigné lieu historique national du Canada en 1994.

## Histoire

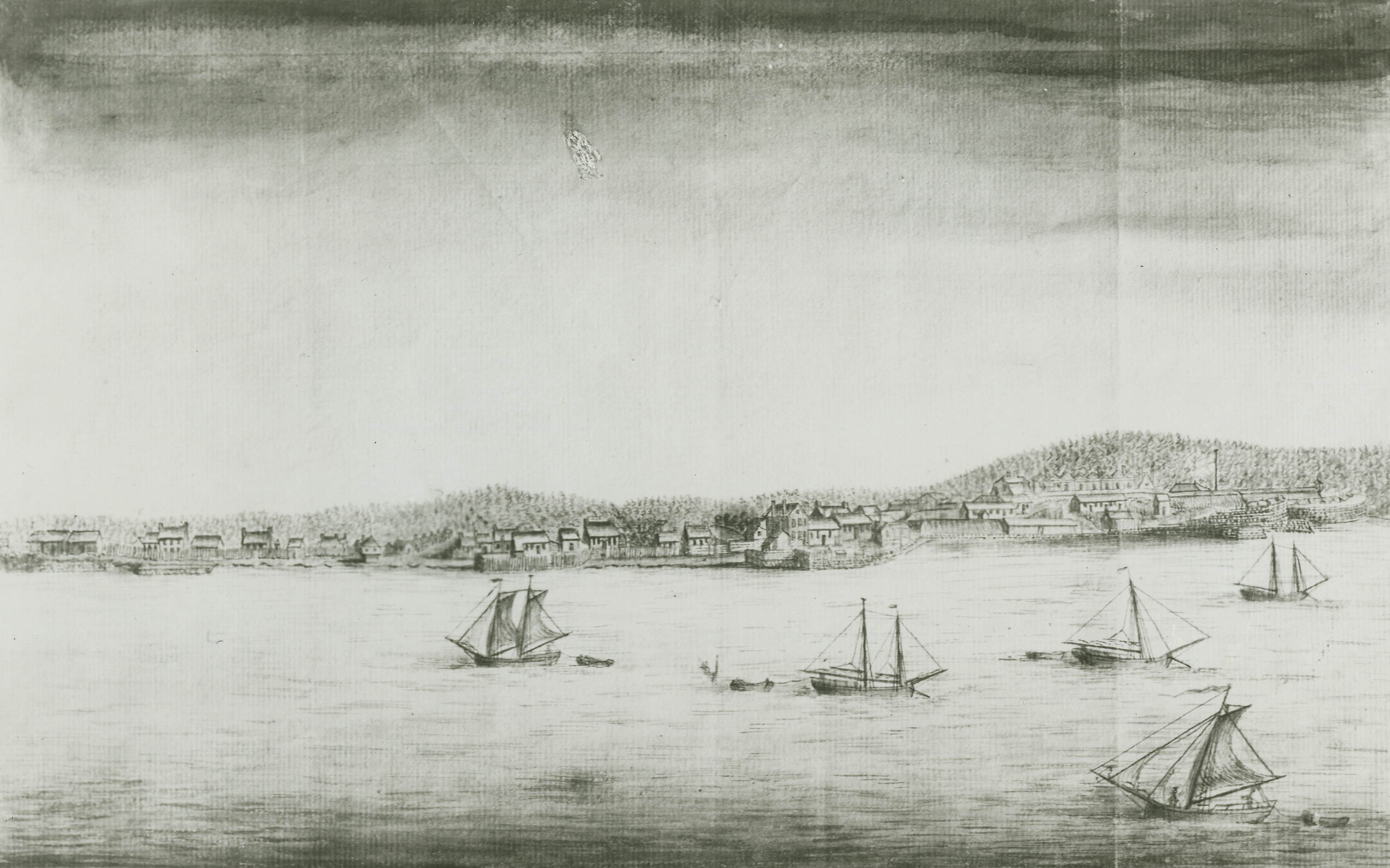
Annapolis Royal en 1753.

Avec l’habitation de Port-Royal, cette région se trouve être la colonie européenne la plus ancienne au nord de Saint Augustine en Floride. Cette colonie a été fondée par Samuel de Champlain et Pierre Dugua de Mons en 1605.
Pierre Dugua de Mons explore les environs en 1604 mais fonde la première colonie de l'Acadie à l'île Sainte-Croix. À la suite de l'échec de la colonie, Pierre Dugua de Mons construit l'Habitation de Port-Royal en 1605. En 1613, Samuel Argall, venant de Virginie, attaque et détruit Port-Royal. En 1621, le roi James Ier accorde l'Acadie, qu'il renomme Nouvelle-Écosse, à William Alexander. En 1622, ce dernier envoie un bateau et quelques colons pour construire le fort Anne. L'Acadie retourne à la France en 1629. Charles de Menou d'Aulnay déplace des colons de La Hève vers Port-Royal entre 1632 et 1634. Sedgwick prend Port-Royal en 1654 mais elle est retournée à la France en 1667. Port-Royal est à nouveau prise en 1680 mais retournée à la France, probablement au cours de la même année. William Phips prend Port-Royal en 1690 mais elle est rendue aux Français peu après. Le Massachusetts tente de prendre Port-Royal en 1707, sans succès. Francis Nicholson parvient à prendre la ville en 1710, qu'il renomme Annapolis Royal. En 1711, un détachement parti du fort Anne se fait prendre en embuscade durant la bataille de Bloody Creek, faisant 30 morts. Un groupe d'Amérindiens menés par le prêtre Le Loutre attaque Annapolis Royal en 1744. Halifax remplace Annapolis Royal à titre de capitale provinciale en 1749. En 1755, environ 1 750 Acadiens des environs sont déportés par les Britanniques, alors que leurs maisons et fermes sont incendiés. En 1760, 45 Planters arrivent de Boston à bord de la Charming Molly. Environ 2 500 Loyalistes de l'Empire Uni, dont plusieurs Noirs, arrivent en ville entre 1783 et 1785. Annapolis Royal devient le terminus du chemin de fer Windsor & Annapolis en 1869, contribuant à la prospérité de la ville. Le chemin de fer est allongé vers Digby en 1891, mettant un frein à la croissance économique. L'Habitation de Port-Royal est reconstruite en 1939. L'usine marémotrice, la première en Amérique du Nord, est inaugurée en 1984 sur la chaussée.

## Démographie
| 1981 | 1986 | 1991 | 1996 | 2001 | 2006 | 2011 | 2016 |
| ---- | ---- | ---- | ---- | ---- | ---- | ---- | ---- |
| 631  | -    | 633  | 583  | 550  | 444  | 481  | 491  |

| 2021 | - | - | - | - | - | - | - |
| ---- | - | - | - | - | - | - | - |
| 530  | - | - | - | - | - | - | - |

## Économie
L'économie d'Annapolis Royal est basée sur les services aux localités environnantes et sur le tourisme. Il y a une variété de commerces et de services.

## Administration
Le conseil municipal est formé d'un maire et de cinq conseillers généraux, élus pour quatre ans.
| Mandat    | Fonctions            | Nom(s)                                                              |
| --------- | -------------------- | ------------------------------------------------------------------- |
| 2008-2012 | Maire                | Phil Roberts                                                        |
| 2008-2012 | Conseillers généraux | Pat Power, Kathie Fearon, Sherman Hudson, Holger Mueller-Sparenburg |

|  | Indépendant | 1981-?          | Daurene Lewis |
|  | Indépendant | 2008 - en cours | Phil Roberts  |

## Vivre à Annapolis Royal

### Éducation
La ville possède une bibliothèque publique. Il y a aussi deux librairies.

### Santé et sécurité
La ville dispose du Annapolis Community Health Centre, un centre de santé comptant quatre lits comptant une urgence ouverte 24/7 et différents services spécialisés. Il y a aussi un groupe de médecine familiale, l’Annapolis Family Medical Group, ainsi qu'un poste d'ambulance. La ville bénéficie également de l’Annapolis Royal Wellness Centre & Spa[Quoi ?] ainsi que d'un vétérinaire, d'une pharmacie, d'un optométriste, d'un podiatre et d'un dentiste.
L’Annapolis Royal Police Department (ARPD) a un poste de police dans l'hôtel de ville et compte quatre agents. L’Annapolis Royal Volunteer Fire Department a une caserne rue Saint-Anthony.

### Transport
Kings Transit dessert Annapolis Royal par un autobus circulant aux deux heures du lundi au samedi, entre Weymouth et Bridgetown. Trans County Transportation est un organisme à but non lucratif offrant le transport en commun pour les personnes à mobilité réduite.

## Culture

### Personnalités
- Otho Robichaud (Annapolis Royal, 1742 - Néguac, 1824), fermier, marchand, juge de paix, officier de milice et fonctionnaire ;
- Vénérande Robichaud (Annapolis Royal, 1753 - Québec), femme d'affaires ;
- Amable Doucet (Annapolis Royal, 1737 - Grosses-Coques, 1806), greffier et juge de paix.

### Architecture

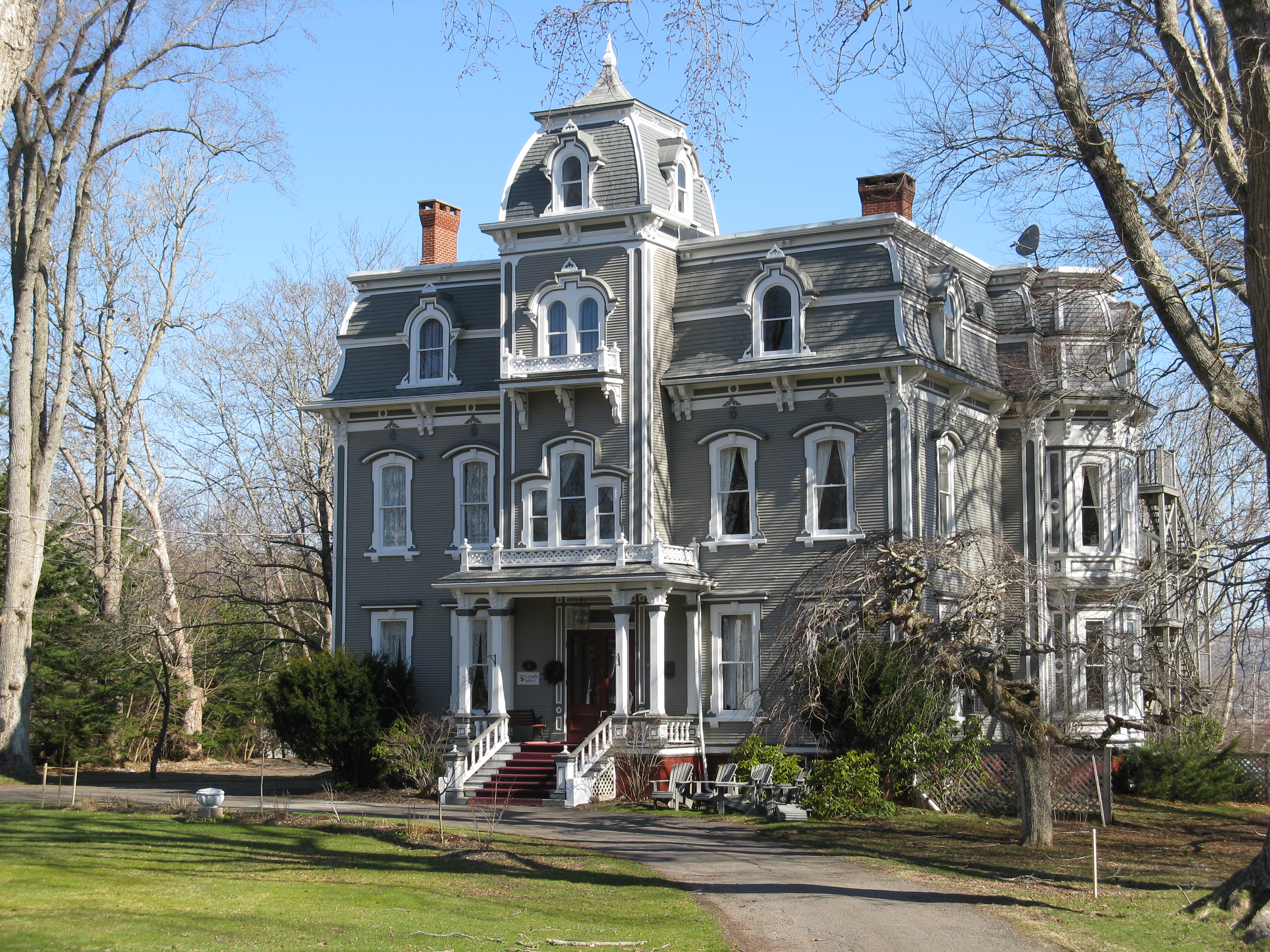
L'auberge Queen Anne

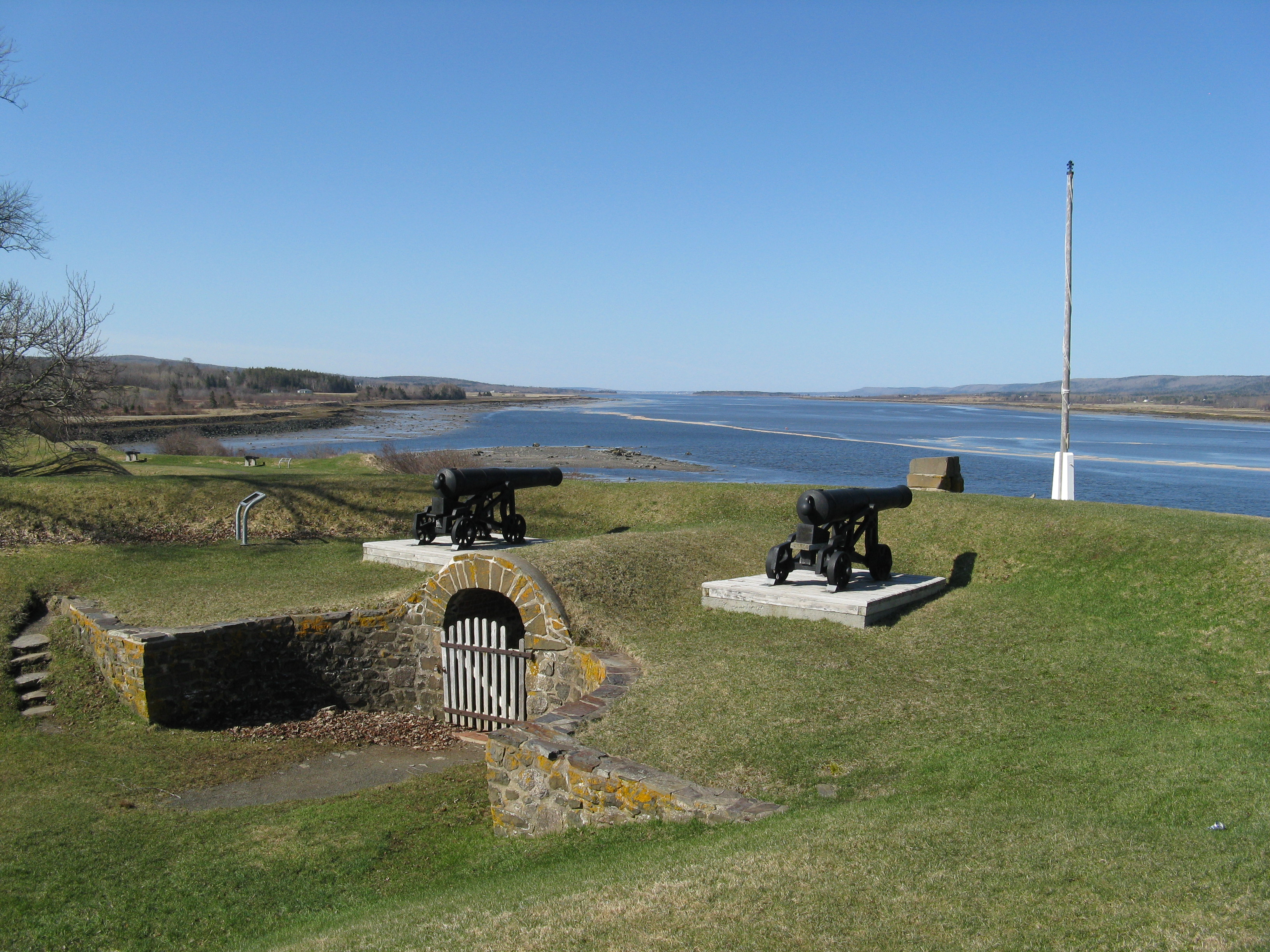
Le fort Anne.

Annapolis Royal compte cinq lieux historiques nationaux, trois édifices fédéraux du patrimoine classés et une gare patrimoniale :
- District historique[6].
- Le palais de justice du comté d'Annapolis, situé au 377 rue Saint-George, a été construit 1837 par Francis LeCain, en faisant l'un des plus anciens au Canada ; il a été agrandi entre 1922 et 1923[7]. C'est également l'un des meilleurs exemples de style palladien du pays, notamment par son plan rectangulaire, son portique à colonnes, sa façade symétrique à cinq ouvertures dont une porte centrale, les bandes horizontales prononcées de sa masse extérieure, son toit en croupe et sa cheminée latérale ainsi que l'emploi de pierre rustiquée au premier étage et de panneaux affleurants de parement au deuxième[7]. Il est devenu un lieu historique national en 1991[7].
- Fort Charles[8].
- Auberge Sinclair[9].
- Fort Anne[10].
- Logis d'officiers[11].
- Poudrière sud[12].
- Poudrière du trou noir[13].
- La gare du Canadien Pacifique, située au 151, rue Victoria, a été construite en 1915 par le chemin de fer Dominion Atlantic (DAR) selon des plans de l'ingénieur-chef du Canadien Pacifique[14]. C'est un édifice en briques rouges au plan rectangulaire d'un étage et au toit en croupe à forte pente[14]. Elle est typique des gares rurales mais se distingue par ses décorations soignées, notamment ses fenêtres à arches, ses consoles courbes ainsi que ses extrémités de chevrons et le toit en ardoise muni d'arêtes en cuivre[14]. Elle était louée par le Canadien Pacifique au DAR et fut utilisée jusqu'en 1990; elle est une gare patrimoniale depuis 1992[14].

### Musées et galeries
Il y a deux galeries d'art.

### Jumelages
Annapolis Royal est jumelée à deux villes :
- Annapolis (États-Unis), depuis 2007;
- Royan (France), depuis 2009;